# Вілла Адріана
Вілла Адріана (італ. Villa Adriana) — зруйнована імператорська вілла в Тіволі, поблизу Риму, основна заміська резиденція імператора Адріан, звідки він правив Римською імперією на схилі свого життя.
На території вілли було споруджено близько тридцяти будівель, розташованих на площі один квадратний кілометр. Відомо, що імператор дав їм назви на честь тих міст імперії, в яких він побував. Систематичні розкопки на віллі ніколи не велися, проте саме звідси походять деякі з найзнаменитіших античних статуй: Дискобол, Діана Версальська, Капітолійський Антиной, Капітолійські Кентаври, тощо. Чимало мармурових колон було вивезено з вілли за наказом Іпполіто д'Есте для будівництва його власної вілли в Тіволі.
ЮНЕСКО занесла віллу Адріана до списку пам'яток Світової спадщини як зразок імператорської вілли та олександрійського саду, типового для Риму часів імперії.

## Географія
Вілла Адріана розташовується у місті та метрополії Тіволі, метрополійному місті Рим-Столиця, регіоні Лаціо, Італія. Місцем локалізації є земля Тибуртинських (Тівольських) гір, котра належала дружині власника, імператора Адріана. Приблизно за 28 км (17 римських миль) від Риму, звідки можна було доїхати через Via Tiburtina Valeria (Тибуртинська дорога — антична дорога в Стародавньому Римі; спочатку дорога вела до храмів Тибура (Тіволі), потім римські аристократи використовували її, щоб проїхати до своїх вілл) або через Via Prenestina (Пренестинська дорога римський консульський шлях, який з'єднує Рим з Палестриною) або через навігацію по річці Aniene (Анієна). Вілла розташована праворуч від вулиці Via Tiburtina, недалеко від мосту Лукано (є одним з чотирьох римських мостів через річку Aniene, між Римом і Тіволі).
Вибрана ділянка простягнулася між долинами Рісіколі або Роккабуруна на захід і Акуа Феррата на схід, які воз’єднавшись, сходяться в ріку Анієну; це була територія, повна води, і там були чотири стародавніх римських акведуки, які служили Риму (Аніо-Ветус, Аніо-Новус, Аква Марція та Аква Клавдія). По суті, тут існує джерело сірководню Acque Albule (Bagni di Tivoli), яке було відоме та оцінене імператором. Поблизу також було багато кар'єрів будівельних матеріалів (травертин, туф і вапняк). Як можна побачити, обрана територія будівництва комплексу презентує вдалу місцевість.

## Історія
Вілла була побудована між 118 і 134 роками на краю вапняної тераси, що простяглася від Тибуртинських гір до римської рівнини. На сьогоднішній день збереглася лише п'ята частина з 300 гектарів первісної площі вілли. Будівництво та подальше обслуговування були настільки масштабними, що сусідній Тибур зазнав великий демографічний та економічний підйом.
Вілла являла собою складний комплекс різноманітних споруд, близько тридцяти будівель, розкиданих по площі в один квадратний кілометр: житлові приміщення, театри, терми, бібліотеки, палестри, ряд будівель, що увічнив спогади Адріана про його подорожі по східним частинам імперії.
Вілла була побудована відповідно до римської архітектурної традиції, коли художня витонченість виконання гармонійно поєднується з навколишнім пейзажем. Назви багатьох частин вілли були дані імператором Адріаном на честь найбільш пам'ятних для нього місць Римської імперії. Їхній перелік було поміщено у книзі «Августівська історія» Еліо Спарціано. Однак достовірно визначити вдалося лише Канопу, а всі інші відповідності було придумано в пізніший час.

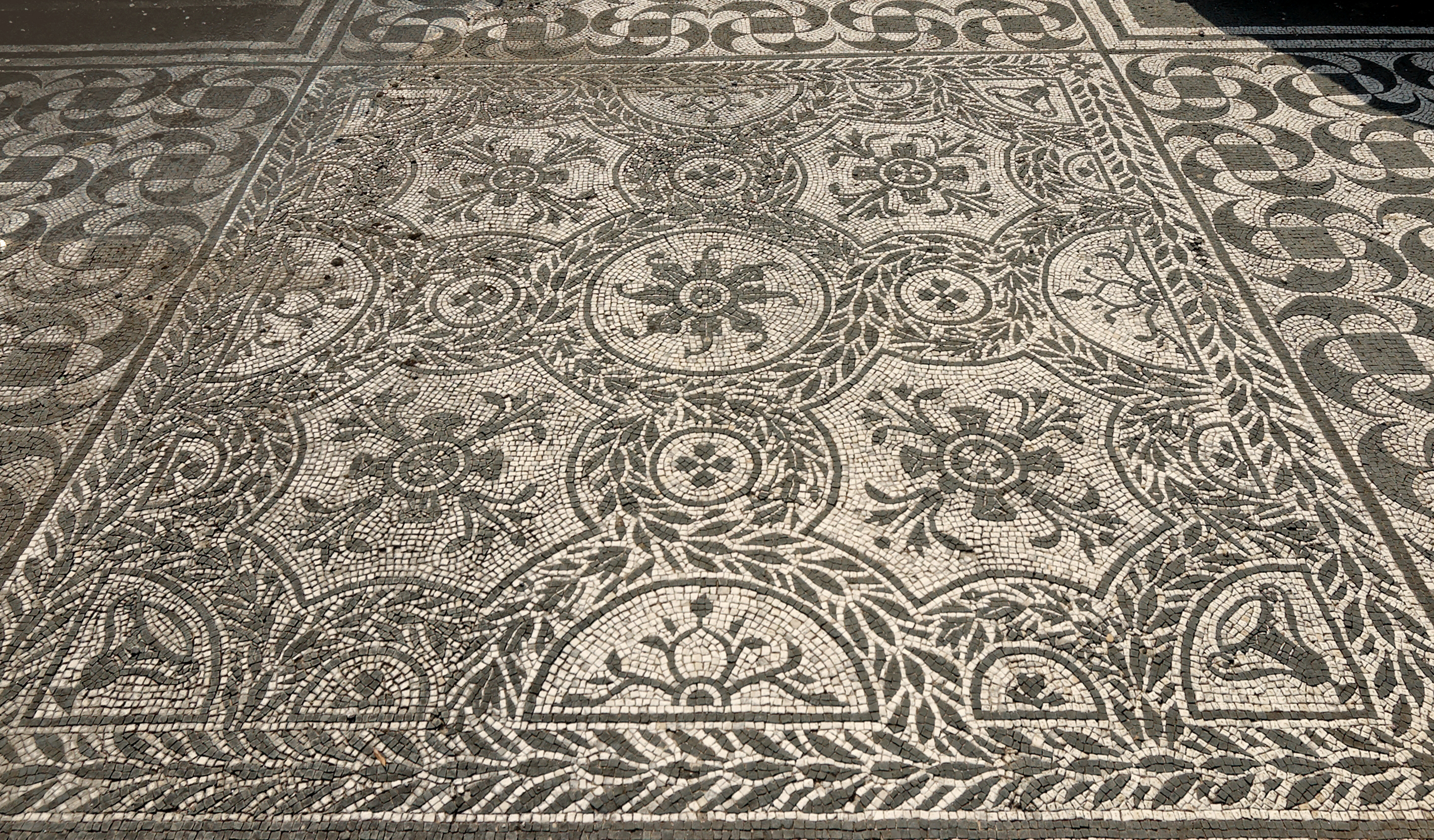
Мозаїка з вілли Адріана

Родина Адріана та його наступники продовжували користуватися віллою як літньою резиденцією, але згодом вілла була покинута. Наприкінці III століття Діоклетіан відреставрував віллу, а пізніше, згідно з деякими джерелами, Костянтин I Великий вивіз звідти чимало художніх творів для оздоби Константинополя. Потім пішов період занепаду. В VI столітті тут розбивали табори армії готів та візантійців. Руйнування та розкрадання тривали до перших археологічних      розкопок в XVI столітті, коли було знайдено близько 300 шедеврів, що розпорошені зараз по музеях усього світу.
Вілла Адріана, була розкрадена варварами Тотіла, і в середні віки стала кар'єром будівельних матеріалів для міста Тіволі та його єпископа; її особистість була втрачена, перейменована в Tivoli Vecchio (Старий Тіволі). Наприкінці XV століття Біондо Флавіо знову ідентифікував місцевість Вілли імператора Адріана (описано у Historia Augusta) в той же час Папа Римський Олександр ІІ Борджіа просунув перші розкопки в Театрі Одеона, відкривши кілька статуй сидячих Муса, корті тепер у музеї Прадо в Мадриді, Іспанія. Пізніше папа Пій ІІ Пікколоміні відвідав віллу та описав у своїх коментарях, зробивши це місце дуже відомим.
Перші великі розкопки датуються серединою XVI століття, і були замовлені кардиналом Іпполіто ІІ д'Есте, який тоді був могутнім губернатором Тіволі. Він найняв архітектора та антиквара Пірро Лігоріо, який переробив для нього Віллу д'Есте в Тіволі, закономірно, збагативши її артефактами з вілли Адріана.
Починаючи з XVII століття Вілла Адріана постійно розкопувалася та досліджувалася в пошуках скарбів - головним чином скульптур та мозаїк -, які збагатили приватні колекції кардиналів і пап, а згодом і римських, і європейських дворян, особливо англійців.
У XVII столітті було багато невеликих приватних розкопок, особливо, сім'я Булгаріні (Bulgarirni), яка досі володіє територією Академії, була дуже активною. Кардинал Булгаріні відкрив так звану Barberini Candelabra, тепер у музеях Ватикану в Римі. У XVIII столітті Сімплісіо Булгаріні дав дозвіл на проведення розкопок кардиналу Алессандро Фур'єтті, який через кілька днів знайшов знамениті статуї Кентаврів Арістеасом та Папіасом та Червоним Фавном, тепер у музеї Капітоліна в Римі.
Протягом XVIII століття хороша частина Вілли Адріана стала власністю графа Джузеппе Феде, який посадив чудові дерева кипарису, що збереглися сьогодні. Він розкопав і знайшов кілька статуй, але, на жаль, його колекція розійшлася незабаром після його смерті. У той час Вілла Адріана стала одним із місць, які "неможливо було пропустити" в Гранд-тур багатьох англійських дворян. Вони були готові витратити будь-яку суму грошей, щоб купити статуї або інші предмети, знайдені в Віллі, які згодом були виставлені як скарби у власних палацах. Англійський антиквар та артдилер Гавін Гамільтон працював у віллі разом з Доменіко де Анжелісом : їх розкопки в Пантанелло виявили величезну кількість скульптур.
Наприкінці XIX століття вілла Адріана остаточно стала власністю італійського королівства, і таким чином почалися нові реставрації та розкопки.

## Реставраційні періоди
На Віллі Адріана ніколи не проводилася стратиграфічна наукова розкопка, більшість дій були просто пошуком скарбів. Останнім часом проводилися лише невеликі дослідження та чистки. Нічого не відомо про знахідки, немає інформації про останні фази життя і розпаду вілли, навіть якщо є ознаки пізніх античних змін. Не відомо точного знаходження більшої частини скульптур та мозаїки; інші знахідки були втрачені, і є величезна кількість досліджень, які потрібно робити лише при вивченні та відстеженні статуй.
Нашарування періодів реставрації накладається на історичні в тому сенсі, що вілла завжди вбачалась власниками чи людьми, котрі мали якесь відношення до будь-яких змін у структурі, як об’єкт історично цінний, як об’єкт який потребує догляду, збереження, реставрації чи музеєфікації (за винятком періоду занепаду Римської імперії та благоговіння перед нею).
Після смерті Адріана в 138 році його наступники віддали перевагу місту Рим своїм постійним проживанням, але вілла продовжувала розширюватися і надалі прикрашатися.
В кін. III століття, відомо, що імператор Діоклетіан відреставрував віллу, проте конкретних досліджень щодо історичного нашарування цього типу є надто мало.
У XV століття інтерес до руїн був відновлений у 15 столітті папою Пієм II. Одночасно історик Біондо Флавіо працює на ділянці та ідентифікує місцевість Вілли імператора Адріана (описано у Historia Augusta).
В середині XVI століття розкопки для відновлення слави вілли було наказано здійснити Олександром VI. Коли кардинал Іпполіто ІІ д'Есте почав будувати поруч Віллу д'Есте розкопки продовжувалися, під керівництвом його архітектора Пірро Лігоріо.
Варто зазначити, що значним та вагомим нашаруванням є період XVIII століття. Вілла Адріана є неперевершеним прикладом стародавнього поселення XVIII століття, які були характерними для римської сільської місцевості і які зараз зникли. Дачні будівлі з XVIII століття - це ферми, комори, цистерни, мийки та конюшні, всі побудовані для облаштування території сільськогосподарської діяльності. Впродовж цього розкопки проводилися спорадично поки Вілла Адріана не стала  власністю новоствореної італійської держави в 1870 році.
Науково-консерваційна робота була проведена на території Вілла Адріана з другої половини XIX століття у відповідності зі сформованими технологіями та філософії. Вона почалася з будівництва контрфорсів для консолідації декількох древніх структур, використовуючи підхід, встановлений «Papal Camerlingo Commissions» ( папською посадовою структурою Камерленго Святої Римської церкви [авт.]) який успішно застосовували до інших стародавніх споруд, такі як Колізей в Римі. Дані з наукових розкопок початку століття були використані для деякого обмеженого відновлення проекту.
Правовий статус. Вся власність захищена відповідно до положень основного італійського закону № 1089 [Архівовано 28 грудня 2018 у Wayback Machine.] 1939 року, який забороняє проведення будь-яких робіт, які можуть вплинути на пам'ятку, без дозволу. Вся територія (включаючи буферну зону) покрита нормами природокористування, викладені в Законі №431 від 1985 року.
Керівництво комплексу вілли Адріана знаходиться в межах відповідальності Міністерства культурних цінностей. Археологічний контроль цієї адмін структури (Soprintendenza Archeologica per il Lazio [Архівовано 3 січня 2019 у Wayback Machine.]) несе відповідальність за управління на регіональному рівні. Поточний персонал складається з трьох археологів (один з них директор департаменту вілли), один архітектор, три реставратори, чотири майстерні ремісників та 43 опікуни.
Засоби систематизації і зведення воєдине та часткової реконструкції, використані у чітко диференційованих нових матеріалах, були введені в дію з 1913 року. Ця техніка була вдосконалена в середині 20 століття. У той же час обережний аналіз дозволив провести частковий анастілоз (установка на відповідних їм місцях існуючих автентичних фрагментів, але переміщених при руйнуванні пам'ятника з початкового місця) на ряді структур, включаючи Серапеум, Морський театр і Кімнату Доричних Колон. Ця робота отримала міжнародне визнання. Основні проекти з охорони були завершені нещодавно на комплексі Cento Camerelle та Roccabruna nymphaeum. В даний час робота здійснюється не тільки на ряді визначальних структур, а й на декоративних елементах (штукатурки, настінних картинах, мозаїках).
З 1996 року комплекс отримав фінансування від Європейського Співтовариства, Національна лотерея та інші дозволила підготувати та реалізувати основну програму розслідування, реставрації, консервації, рекуперації зелених просторів, реабілітації пізніших споруд на древніх фондах, і, зокрема, модернізацію пунктів обслуговування відвідувачів (прийомний центр, додаткова автостоянка та розширення площі існуючого музею). Новий вхід і прийом людей більш тісно пов’язаний тепер з сучасною спільнотою Тіволі. Нещодавно реконструйовано граничні мури, і впроваджено нічне освітлення. З 1997 р. діє схема управління що стосується інфраструктурних аспектів ділянки - дренаж, водопостачання та електропостачання, користування гігієнічними послугами, аварійні виходи тощо.

## Основні споруди
| Споруди | Світлини |
| --- | -------- |
| Печіле — величезна прямокутна площа розміром 232 × 97 м з озером у центрі, обмежена 9-метровим укріпленням, завершується двосторонніми портиками. Збереглися лише залишки стін. Самі портики зруйновані. Існує припущення, що на місці озера міг бути й іподром. |          |
| Ченто камерелле («сто кімнаток») — маленькі приміщення для рабів, що прилягають до Печіле. |          |
| Будівля з трьома екседрами — Будівля, що нагадує форму листка конюшини. Вона прилягає до Печіле, але її первісне призначення залишається невідомим. |          |
| Малі терми — лазні, які, очевидно, призначалися для жінок. Мають типову для римських терм будову: фригідарій для холодних, калідарій для гарячих та тепідарій для теплих ванн. Тепідарій був розташований у восьмикутній кімнаті, яку колись накривав купол діаметром 10,5 м. У малих термах був також басейн з мармуровими сходами та невеликі кімнати для «пітніння», масажів, гімнастики та відпочинку. |          |
| Великі терми — лазні для чоловіків, відокремлені від малих службовим двориком. Широку прямокутну площу на задньому плані займала палестра для вправ на відкритому повітрі, поруч знаходився сферистерій — закрите приміщення для гри в м'яч. У центрі сусідньої прямокутної кімнати була роздягальня з виходом в калідарій. Ближче до малих термам були тепідарий та лаконікум (сауна з гарячим повітрям) у вигляді круглого залу з апсидою. Позаду розташовувався фригідарій. У різних частинах терм видно сліди мережі опалення подвійного типу: вологе на основі гарячої води та пари, що її виробляли великі котли, а також сухе — на основі гарячого повітря від дров'яних печей. І пара, і підігріте повітря циркулювали в спеціальних приміщеннях з подвійним дном, а також тонкими каналами всередині стін. |          |
| Вестибюль — залишки будівлі невідомого призначення поряд з термами. |          |
| Канопа — водойма розмірами 119 × 18 м в долині між височинами, укріпленими опорними конструкціями. Ця споруда нагадує єгипетське поселення близько сучасного Абукира, відоме в давнину своєю розкішшю. Там потонув фаворит Адріана Антиной. Уздовж довгої сторони водойми — зліпки чотирьох каріатид (копії статуй з Ерехтейона) і двох силен. |          |
| Музей Канопи розташований в давніх будівлях tabernae (трактири), які обмежували праворуч долину Канопи. У музеї виставлені 4 каріатиди, 2 носія кошиків, статуї Марса, Меркурія та Венери, а також римські копії з грецьких оригіналів: Амазонка Фідія, Амазонка Поліклета, Ніл і Тибр, крокодил з мармуру, чоловічі мармурові бюсти, колони та стовпи, копія Венери Книдської. |          |
| Преторія — величезний комплекс на декілька поверхів, що призначався для обслуговування. Він розташовувався ліворуч від Канопи і є однією з найкраще збережених будівель вілли Адріана. |          |
| Золота площа — великий атрій в північно-східній частині вілли, майже квадратної форми розміром 51 × 61 м з подвійним портиком, що складається у відкритій частині з 60 гранітних та мармурових з прожилками колон. На задній стороні портика їх доповнювали цегляні напівколони, вкриті стукко. На південно-західній стороні знаходився восьмикутний імперський зал зі змінними увігнутоопуклими стінами. На північно-західній стороні розташовувався восьмикутний вестибюль з напівкруглими та прямокутними нішами в стінах. Досить добре зберігся вітрильний купол на восьми колонах з центральним вікном. У невеликому боковому приміщенні вестибюля збереглися мозаїчні підлоги. |          |
| Чотиристоронній портик з рибним ставком на схилі пагорба. У задній стіні ставка було вибито ніші для рибалок. На передній стіні відкривалися великі панорамні тераси на велику рівнину. |          |
| Німфей — простір прямокутної форми між портиком та Печіле, що раніше вважався стадіоном. |          |
| Казарма охоронців — невелике приміщення між портиком та літнім триклинієм. |          |
| Зал дорійських пілястр призначався, ймовірно, для судової адміністрації. |          |
| Німфей — простір між Золотою площею та приватною бібліотекою. |          |
| Палацовий перистиль — будівля неясного призначення, більша частина якої досі знаходиться під землею. |          |
| Літній трикліній |          |
| Приватна бібліотека |          |
| Зал на три нефа |          |
| Крита галерея — частина величезної мережі підземних тунелів, що використовувалися для обслуговування вілли. |          |
| Терми з сонячним опаленням — лазня у вигляді великої кутової круглої кімнати з широкою ванною та п'ятьма вікнами на південно-західній стіні. |          |
| Бібліотечний двір розміром 65 × 52 м. |          |
| Гостинний двірскладався з десятка спалень для прийому преторіанців. |          |
| Триклінія |          |
| Павільйон Темпе — велика панорамна тераса. |          |
| Грецька бібліотека |          |
| Римська бібліотека |          |
| Острівна вілла — кільцевий канал, що оточує круглий острів з маленькою віллою, кімнати якої розташовувалися навколо дворика з колонадою та рельєфним фонтаном. Навколо каналу розташована кільцеподібна аркова галерея, обмежена циліндричною стіною, уздовж якої йдуть 40 іонічних колон. Спочатку на острів вели два дерев'яних підйомних мости, керувати якими можна було лише зсередини. Зараз вони замінені цегляними мостами. Раніше Острівну віллу називали Морським театром. |          |
| Зал філософів |          |
| Вежа Роккабруна (вежа коричневої фортеці) |          |
| Храм Аполлона |          |
| Академія |          |
| Круглий храм частково відтворений 1958 року з уламків. У центрі стоїть зліпок римської копії Венери Кнідської, що зберігається в музеї Канопи. |          |
| Палестра |          |
| Грецький театр зі збереженими частинами партеру та просценіума. |          |